# Ерменков
Ерменков е българско родово име.
В българската мъжка именна традиция съществуват имената Ерменко, Ермен и Еремия, както и женското Ермена, дори Ерма. Формата Ерменко е българизирана форма на ивритското יִרְמְיָהוּ (йирмеиаху – в превод: бог издига) от името на библейския пророк Иеремия. Ерменко също е българизирана форма на името Ермин, Ермен или Ермена, чийто произход е от гръцката дума heimarmene или „съдба“. Името няма връзка с ermeni (ермени), което е турското название за арменец като етническа принадлежност.
Според друга версия коренът „ермен“ е вариант на корена „армен“ и образува имената Ермен, Ерменко и Ермена, но не и другите имена, споменати по-горе (Еремия, Ермин и Ерма).

## Личности с такова име
- Венелин Ерменков (1958 – 2011) – български писател
- Евгени Ерменков (р. 1949) – български шахматист, гросмайстор
- Ерменко Ерменков (р. 1976) – български автомобилен състезател, шампион на България (2013)
- Кирил Ерменков (р. 28.05.1938) – български политик, министър на транспорта в правителството на Любен Беров, депутат в XXXVIII НС
- Таско Ерменков (р. 1955) – български политик (депутат в XLII НС, бивш изпълнителен директор на Изпълнителната агенция по енергийна ефективност)